# ناچولاکپی

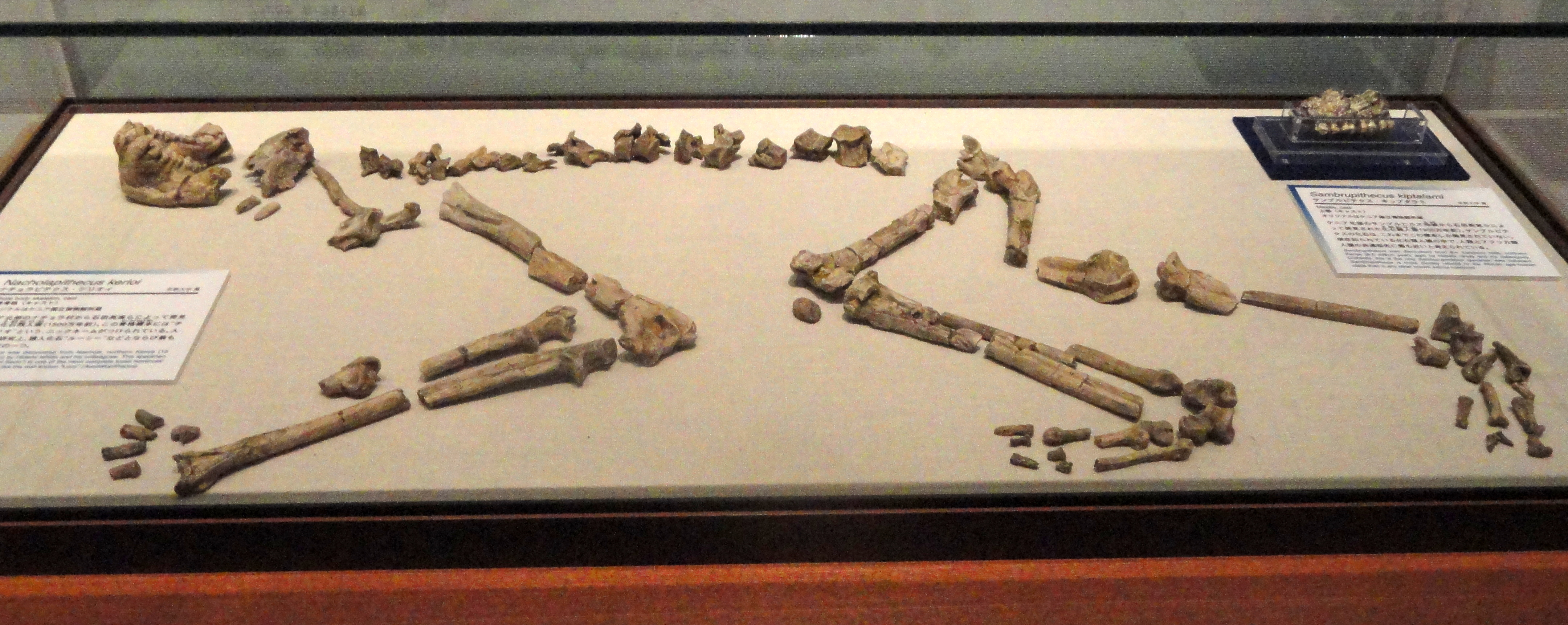
نمایشگاه در موزه دانشگاه کیوتو، کیوتو، ژاپن.

ناچولاکپی یکی از کپی‌های مربوط به اواسط دورهٔ میوسن است که سنگواره آن در شمال کنیا پیدا شده‌است و یکی از کپی‌های پایه محسوب می‌شود. ناچولاکپی جزو یکی از سرده‌هایی است که نقش آن در تکامل انسان با اهمیت ارزیابی می‌شود.